# Promachus flavopilosus
Promachus flavopilosus là một loài ruồi trong họ Asilidae. Promachus flavopilosus được Ricardo miêu tả năm 1920. Loài này phân bố ở vùng nhiệt đới châu Phi.